# Estación General Brown
General Brown es una estación ferroviaria ubicada en Buenos Aires y perteneciente al Ferrocarril Buenos Aires al Puerto de la Ensenada. 
Luego de la estación la línea se bifurcaba en dos. Una vía se dirigía a la estación Barraca Peña mientras que la otra lo hacía a la estación Muelle de La Boca (parte de la vía de este segundo ramal dio origen a Caminito)

## Historia
Fue inaugurada el 1 de septiembre de 1865 como estación intermedia del F.C. B.A.P.E.
En 1898 el ramal fue comprado por el Ferrocarril del Sud,
Dejó de prestar servicios de pasajeros en 1910, cuando el ramal fue clausurado para concentrar todos los servicios de pasajeros en Constitución.
El edificio de la estación fue desmantelado, pero las vías se siguen usando para trenes de carga del Ferrocarril Roca.

## Servicios
Prestaba servicios de pasajeros en el ramal Estación Central de Buenos Aires-Ensenada. 